# Лун Цинцюань
Лун Цинцюа́нь (кит. упр. 龙清泉, пиньинь Lóng Qīngquán, род.3 декабря 1990) — китайский тяжелоатлет. Двукратный Олимпийский чемпион 2008 и 2016 годов. Чемпион мира 2009, призёр чемпионатов мира. Чемпион Китая 2008 года.
В 2016 году, на Олимпийских играх в Рио-де-Жанейро, установил мировой рекорд по сумме упражнений — 307 кг.
Он был одним из шести спортсменов в истории тяжелой атлетики, которые в толчке смогли поднять более трёхкратного собственного веса.